# Rhorus croesae
Rhorus croesae är en stekelart som beskrevs av Barron 1986. Rhorus croesae ingår i släktet Rhorus och familjen brokparasitsteklar. Inga underarter finns listade i Catalogue of Life.